# Invasió anglosaxona de la Gran Bretanya
La invasió anglosaxona de la Gran Bretanya descriu el procés que va canviar la llengua i la cultura de la major part d'Anglaterra de romanobritànica a germànica. Els germanoparlants a Bretanya, d'orígens diversos, van acabar desenvolupant una identitat cultural com a anglosaxons. Aquest procés va ocórrer de mitjan segle V a principis del segle vii, després del final del domini romà a Gran Bretanya al voltant de l'any 410. La colonització va seguir amb l'establiment de regnes anglosaxons al sud i a l'est de Gran Bretanya, i més endavant a la resta de l'actual Anglaterra.
Entre les proves de les quals es disposa hi ha pocs registres escrits contemporanis o gairebé contemporani, a més d'informació arqueològica i genètica. Les poques fonts literàries expliquen l'hostilitat entre els nadius i els colons. Descriuen violència, destrucció, massacres i la fugida de la població romanobritànica. També, s'ha suposat des de fa temps que la influència de les llengües celtes en l'anglès antic era poca. Aquests fets han suggerit que hi va haver una invasió de grans dimensions de diversos pobles germànics. Des d'aquest punt de vista, que tenien la majoria d'historiadors fins a mitjan i finals del segle xx, la major part d'Anglaterra quedés sense els habitants d'abans.
Un altre punt de vista, probablement el que més es defensa actualment, és que els emigrants eren relativament pocs, centrats en una elit guerrera. Llavors, van dominar un procés d'aculturació a la llengua germànica i a la cultura material. Un fet que encaixa amb aquesta teoria és que 
arqueòlegs troben que els patrons en assentaments i ús de terra no mostren un trencament clar amb el passat romanobritànic, tot i que hi ha canvis marcats en la cultura material. Aquest punt de vista prediu que l'ascendència de l'Anglaterra anglosaxona i actual derivaria en gran part amb la nadiua romanobritànica. Els resultats incerts d'estudis genètics acostumen a donar suport a aquesta predicció.
Existeixen també dues teories amb menys suport, que mantenen una minoria d'erudits, que provenen d'estudis genètics de la població. Primerament, Stephen Oppenheimer diu que el poble, la llengua i la cultura germàniques existien en regions orientals de Gran Bretanya, fins i tot en temps preromànics. Nombrosos lingüistes han qüestionat activament aquesta idea. En segon lloc, que els primers colonitzadors podrien haver arribat en quantitats considerables però que representaven una minoria respecte els nadius. Si aquests colons es van autoestablir com a elit social, això podria haver-los permès més èxit reproductiu (segons la 'Teoria Apartheid'). En aquest cas, els gens de l'Anglaterra anglosaxona tardana podrien derivar en gran part d'un nombre moderat d'emigrants germànics.

## Context
Cap a l'any 400, les províncies romanes de Gran Bretanya (tot el territori al sud del Mur d'Adrià) eren una part perifèrica de l'Imperi romà, i ocasionalment es perdien en rebel·lions o invasions, però fins llavors sempre s'acabaven recuperant. Aquest cicle de pèrdua i recuperació va acabar la següent dècada.
El 31 de desembre de 406, un nombre de tribus sense precedents es va aprofitar de la congelació del Rin i la retirada de les tropes romanes per lluitar a Itàlia per travessar el riu en massa: vàndals, sueus, alans i burgundis es van estendre creuant el riu i van trobar poca resistència en el saqueig de Moguntiacum i el saqueig de Treviris, envaint completament la Gàl·lia. A la província de Britànnia el general Constantí es va revoltar i proclamar emperador l'any 407, creuant el canal de la Mànega amb totes les tropes mòbils de Britànnia i desembarcant a Boulogne deixant sembla l'illa desguarnida. Cap a l'any 410, tot i que el poder romà seguia havent-se de tenir en compte durant tres generacions a la major part la Gàl·lia, Gran Bretanya va perdre el control imperial directe i va entrar en una fase la qual s'ha anomenat "subromana". Alguns estudiosos han suggerit que la pesta de Justinià va facilitar la invasió anglosaxona de la Gran Bretanya, ja que els seus efectius coincidiren amb les renovades ofensives saxones durant anys 550.
La història d'aquest període tradicionalment ha estat una narrativa de declivi i caiguda. Tanmateix, proves de Verulàmium suggereixen que hi havia una reconstrucció de tipus urbà, amb aigua potable, a finals del segle v, o més enllà. A Silchester, hi ha mostres d'ocupació subromana fins al voltant del 500, i a Wroxeter s'han identificat banys com a tipus romà.
Els textos de Patrick i Gildas (vegeu a sota) demostra que van sobreviure l'alfabetització en llatí i l'educació romana, l'educació i el dret entre l'elit de la societat i el cristianisme durant la major part dels segles V i VI. També hi ha signes en les obres de Gildas que l'economia prosperava sense els impostos romans, ja que es queixa de luxuria i autocomplaença. Aquesta és la Gran Bretanya del segle V en la qual apareixen els anglosaxons.